# Commercial Union Assurance Grand Prix 1973
El Commercial Union Assurance Grand Prix 1973 és el circuit de tennis professional masculí de l'any 1973 organitzat per l'International Lawn Tennis Federation (ILTF). Fou la quarta edició del circuit de tennis Grand Prix i consistia amb els torneigs de tennis reconeguts per la ILTF. Els torneigs es disputaren entre l'1 de gener i el 3 de desembre de 1973.

## Calendari
Taula sobre el calendari complet dels torneigs que pertanyen a la temporada 1973 del Grand Prix. També s'inclouen els vencedors dels quadres individuals i dobles de cada torneig.
| Llegenda                 |
| ------------------------ |
| Grup AA (Grand Slam)     |
| Grand Prix Masters       |
| Grup A                   |
| Grup B                   |
| Grup C                   |
| Esdeveniments per equips |

| Data d'inici   | Torneig            | Superfície                       | Guanyador/s                                          | Finalista/es                         |
| -------------- | ------------------ | -------------------------------- | ---------------------------------------------------- | ------------------------------------ |
| 26 de desembre | Open d'Austràlia   | Gespa                            | John Newcombe                                        | Onny Parun                           |
| 26 de desembre | Open d'Austràlia   | Gespa                            | Mal Anderson / John Newcombe                         | John Alexander / Phil Dente          |
| 7 de maig      | Bournemouth        | Terra batuda                     | Adriano Panatta                                      | Ilie Năstase                         |
| 7 de maig      | Bournemouth        | Terra batuda                     | Juan Gisbert / Ilie Năstase                          | Adriano Panatta / Ion Țiriac         |
| 7 de maig      | Bournemouth        | Terra batuda                     | Virginia Wade / Frew McMillan                        | Ilana Kloss / Bernard Mitton         |
| 21 de maig     | Roland Garros      | Terra batuda                     | Ilie Năstase                                         | Nikola Pilić                         |
| 21 de maig     | Roland Garros      | Terra batuda                     | John Newcombe / Tom Okker                            | Jimmy Connors / Ilie Năstase         |
| 21 de maig     | Roland Garros      | Terra batuda                     | Françoise Dürr / Jean-Claude Barclay                 | Betty Stöve / Patrice Dominguez      |
| 4 de juny      | Roma               | Terra batuda                     | Ilie Năstase                                         | Manuel Orantes                       |
| 4 de juny      | Roma               | Terra batuda                     | Tom Okker / John Newcombe                            | Ross Case / Geoff Masters            |
| 4 de juny      | Berlín             | Dura                             | Hans-Jürgen Pohmann                                  | Karl Meiler                          |
| 4 de juny      | Berlín             | Dura                             | Hans-Jürgen Pohmann / Jürgen Fassbender              | Raúl Ramírez / Joaquin Loyo-Mayo     |
| 11 de juny     | Hamburg            | Terra batuda                     | Eddie Dibbs                                          | Karl Meiler                          |
| 11 de juny     | Hamburg            | Terra batuda                     | Hans-Jürgen Pohmann / Jürgen Fassbender              | Manuel Orantes / Ion Țiriac          |
| 11 de juny     | Nottingham         | Gespa                            | Erik Van Dillen                                      | Frew McMillan                        |
| 11 de juny     | Nottingham         | Gespa                            | Erik Van Dillen / Tom Gorman                         | Bob Carmichael / Frew McMillan       |
| 18 de juny     | Queen's            | Gespa                            | Ilie Năstase                                         | Roger Taylor                         |
| 18 de juny     | Queen's            | Gespa                            | Marty Riessen / Tom Okker                            | Ray Keldie / Raymond Moore           |
| 18 de juny     | Eastbourne         | Gespa                            | Mark Cox                                             | Patrice Dominguez                    |
| 18 de juny     | Eastbourne         | Gespa                            | Ove Bengtson / Jim McManus                           | Manuel Orantes / Ion Țiriac          |
| 25 de juny     | Wimbledon          | Gespa                            | Jan Kodeš                                            | Alex Metreveli                       |
| 25 de juny     | Wimbledon          | Gespa                            | Jimmy Connors / Ilie Năstase                         | John Cooper / Neale Fraser           |
| 25 de juny     | Wimbledon          | Gespa                            | Billie Jean King / Owen Davidson                     | Janet Newberry / Raúl Ramírez        |
| 9 de juliol    | Båstad             | Terra batuda                     | Stan Smith                                           | Manuel Orantes                       |
| 9 de juliol    | Båstad             | Terra batuda                     | Nikola Pilić / Stan Smith                            | Bob Carmichael / Frew McMillan       |
| 9 de juliol    | Gstaad             | Terra batuda                     | Ilie Năstase                                         | Roy Emerson                          |
| 9 de juliol    | Newport            | Gespa                            | Roger Taylor                                         | Bob Giltinan                         |
| 9 de juliol    | Newport            | Gespa                            | Byron Bertram / Bill Lloyd Bob Giltinan / Ray Keldie | Títol compartit                      |
| 16 de juliol   | Boston             | Dura                             | Jimmy Connors                                        | Arthur Ashe                          |
| 16 de juliol   | Kitzbühel          | Terra batuda                     | Raúl Ramírez Manuel Orantes                          | Títol compartit                      |
| 16 de juliol   | Kitzbühel          | Terra batuda                     | Jim McManus / Raúl Ramírez                           | José Edison Mandarino / Tito Vasquez |
| 16 de juliol   | Hilversum          | Terra batuda                     | Tom Okker                                            | Andreu Gimeno                        |
| 16 de juliol   | Hilversum          | Terra batuda                     | Iván Molina / Allan Stone                            | Andreu Gimeno / Antonio Muñoz        |
| 23 de juliol   | Washington DC      | Terra batuda                     | Arthur Ashe                                          | Tom Okker                            |
| 23 de juliol   | Washington DC      | Terra batuda                     | Ross Case / Geoff Masters                            | Dick Crealy / Andrew Pattison        |
| 23 de juliol   | Bretton Woods      | Terra batuda                     | Vijay Amritraj                                       | Jimmy Connors                        |
| 23 de juliol   | Bretton Woods      | Terra batuda                     | Rod Laver / Fred Stolle                              | Bob Carmichael / Frew McMillan       |
| 30 de juliol   | Louisville         | Terra batuda                     | Manuel Orantes                                       | John Newcombe                        |
| 30 de juliol   | Louisville         | Terra batuda                     | Manuel Orantes / Ion Țiriac                          | Clark Graebner / John Newcombe       |
| 30 de juliol   | Columbus           | Terra batuda                     | Jimmy Connors                                        | Charlie Pasarell                     |
| 30 de juliol   | Columbus           | Terra batuda                     | Gerald Battrick / Graham Stilwell                    | Colin Dibley / Charlie Pasarell      |
| 6 d'agost      | Cincinnati         | Terra batuda                     | Ilie Năstase                                         | Manuel Orantes                       |
| 6 d'agost      | Cincinnati         | Terra batuda                     | John Alexander / Phil Dent                           | Brian Gottfried / Raúl Ramírez       |
| 6 d'agost      | Clemmons           | Terra batuda                     | Jaime Fillol                                         | Gerald Battrick                      |
| 6 d'agost      | Clemmons           | Terra batuda                     | Bob Carmichael / Frew McMillan                       | Brian Fairlie / Ismail El Shafei     |
| 13 d'agost     | Indianapolis       | Terra batuda                     | Manuel Orantes                                       | Georges Goven                        |
| 13 d'agost     | Indianapolis       | Terra batuda                     | Bob Carmichael / Frew McMillan                       | Manuel Orantes / Ion Țiriac          |
| 13 d'agost     | Merion             | Gespa                            | Mike Estep                                           | Gene Scott                           |
| 13 d'agost     | Merion             | Gespa                            | Colin Dibley / Allan Stone                           | Jeff Austin / Fred McNair            |
| 20 d'agost     | Toronto            | Dura                             | Tom Okker                                            | Manuel Orantes                       |
| 20 d'agost     | Toronto            | Dura                             | Rod Laver / Ken Rosewall                             | Owen Davidson / John Newcombe        |
| 20 d'agost     | South Orange       | Gespa                            | Colin Dibley                                         | Vijay Amritraj                       |
| 20 d'agost     | South Orange       | Gespa                            | Jimmy Connors / Ilie Năstase                         | Pancho Gonzales / Tom Gorman         |
| 27 d'agost     | US Open            | Gespa                            | John Newcombe                                        | Jan Kodeš                            |
| 27 d'agost     | US Open            | Gespa                            | Owen Davidson / John Newcombe                        | Rod Laver / Ken Rosewall             |
| 27 d'agost     | US Open            | Gespa                            | Billie Jean King / Owen Davidson                     | Margaret Court / Marty Riessen       |
| 10 de setembre | Aptos              | Dura                             | Jeff Austin                                          | Onny Parun                           |
| 10 de setembre | Aptos              | Dura                             | Jeff Austin / Fred McNair                            | Raymond Moore / Onny Parun           |
| 10 de setembre | Seattle            | Dura                             | Tom Okker                                            | John Alexander                       |
| 10 de setembre | Seattle            | Dura                             | Tom Gorman / Tom Okker                               | Bob Carmichael / Frew McMillan       |
| 17 de setembre | Los Angeles        | Dura                             | Jimmy Connors                                        | Tom Okker                            |
| 17 de setembre | Los Angeles        | Dura                             | Jan Kodeš / Vladimir Zednik                          | Jimmy Connors / Ilie Năstase         |
| 24 de setembre | San Francisco      | Moqueta                          | Roy Emerson                                          | Björn Borg                           |
| 24 de setembre | San Francisco      | Moqueta                          | Roy Emerson / Stan Smith                             | Ove Bengtson / Jim McManus           |
| 24 de setembre | Chicago            | Moqueta                          | Tom Okker                                            | John Newcombe                        |
| 24 de setembre | Chicago            | Moqueta                          | Owen Davidson / John Newcombe                        | Gerald Battrick / Graham Stilwell    |
| 1 d'octubre    | Fort Worth         | Dura                             | Eddie Dibbs                                          | Brian Gottfried                      |
| 1 d'octubre    | Fort Worth         | Dura                             | Brian Gottfried / Dick Stockton                      | Owen Davidson / John Newcombe        |
| 1 d'octubre    | Quebec             |                                  | Jimmy Connors                                        | Marty Riessen                        |
| 1 d'octubre    | Quebec             | Bob Carmichael / Frew McMillan   | Jimmy Connors / Marty Riessen                        |                                      |
| 1 d'octubre    | Osaka              | Dura                             | Ken Rosewall                                         | Toshiro Sakai                        |
| 1 d'octubre    | Osaka              | Dura                             | Jeff Borowiak / Tom Gorman                           | Jun Kamiwazumi / Ken Rosewall        |
| 8 d'octubre    | Barcelona          | Terra batuda                     | Ilie Năstase                                         | Manuel Orantes                       |
| 8 d'octubre    | Barcelona          | Terra batuda                     | Ilie Năstase / Tom Okker                             | Antonio Muñoz / Manuel Orantes       |
| 8 d'octubre    | Tòquio             | Terra batuda                     | Ken Rosewall                                         | John Newcombe                        |
| 8 d'octubre    | Tòquio             | Terra batuda                     | Mal Anderson / Ken Rosewall                          | Colin Dibley / Allan Stone           |
| 15 d'octubre   | Madrid             | Terra batuda                     | Tom Okker                                            | Jaime Fillol                         |
| 15 d'octubre   | Madrid             | Terra batuda                     | Ilie Năstase / Tom Okker                             | Bob Carmichael / Frew McMillan       |
| 15 d'octubre   | Nova Delhi         |                                  | Vijay Amritraj                                       | Mal Anderson                         |
| 15 d'octubre   | Nova Delhi         | Jim McManus / Raúl Ramírez       | Anand Amritraj / Vijay Amritraj                      |                                      |
| 15 d'octubre   | Manila             |                                  | Ross Case                                            | Geoff Masters                        |
| 15 d'octubre   | Manila             | Marcello Lara / Sherwood Stewart | Jürgen Fassbender / Hans-Jürgen Pohmann              |                                      |
| 22 d'octubre   | Teheran            | Terra batuda                     | Raúl Ramírez                                         | John Newcombe                        |
| 22 d'octubre   | Teheran            | Terra batuda                     | Rod Laver / John Newcombe                            | Ross Case / Geoff Masters            |
| 22 d'octubre   | Praga              | Terra batuda                     | Jiří Hřebec                                          | Jan Kodeš                            |
| 22 d'octubre   | Praga              | Terra batuda                     | Jan Kodeš / Vladimir Zednik                          | Róbert Machán / Balázs Taróczy       |
| 29 d'octubre   | París              | Dura (i)                         | Ilie Năstase                                         | Stan Smith                           |
| 29 d'octubre   | París              | Dura (i)                         | Juan Gisbert / Ilie Năstase                          | Arthur Ashe / Roscoe Tanner          |
| 29 d'octubre   | Jakarta            |                                  | John Newcombe                                        | Ross Case                            |
| 29 d'octubre   | Jakarta            | Mike Estep / Ian Fletcher        | John Newcombe / Allan Stone                          |                                      |
| 29 d'octubre   | Hong Kong          | Dura                             | Rod Laver                                            | Charlie Pasarell                     |
| 29 d'octubre   | Hong Kong          | Dura                             | Colin Dibley / Rod Laver                             | Paul Gerken / Brian Gottfried        |
| 5 de novembre  | Estocolm           | Dura (i)                         | Tom Gorman                                           | Björn Borg                           |
| 5 de novembre  | Estocolm           | Dura (i)                         | Jimmy Connors / Ilie Năstase                         | Bob Carmichael / Frew McMillan       |
| 5 de novembre  | Sydney             | Dura (i)                         | Rod Laver                                            | John Newcombe                        |
| 5 de novembre  | Sydney             | Dura (i)                         | Rod Laver / John Newcombe                            | Mal Anderson / Ken Rosewall          |
| 12 de novembre | Londres            | Moqueta                          | Tom Okker                                            | Ilie Năstase                         |
| 12 de novembre | Londres            | Moqueta                          | Mark Cox / Owen Davidson                             | Gerald Battrick / Graham Stilwell    |
| 12 de novembre | Christchurch       |                                  | Fred Stolle                                          | Brian Gottfried                      |
| 12 de novembre | Christchurch       | Anand Amritraj / Fred McNair     | Jürgen Fassbender / Jeff Simpson                     |                                      |
| 19 de novembre | Johannesburg       | Dura                             | Jimmy Connors                                        | Arthur Ashe                          |
| 19 de novembre | Johannesburg       | Dura                             | Arthur Ashe / Tom Okker                              | Lew Hoad / Bob Maud                  |
| 19 de novembre | Johannesburg       | Dura                             | Evonne Goolagong / Jürgen Fassbender                 | Ilana Kloss / Bernard Mitton         |
| 19 de novembre | Buenos Aires       | Terra batuda                     | Guillermo Vilas                                      | Björn Borg                           |
| 19 de novembre | Buenos Aires       | Terra batuda                     | Ricardo Cano / Guillermo Vilas                       | Patricio Cornejo / Iván Molina       |
| 26 de novembre | Copa Davis (Final) |                                  | Austràlia                                            | Estats Units                         |
| 3 de desembre  | Boston             | Moqueta                          | Ilie Năstase                                         | Tom Okker                            |

## Estadístiques
La següent taula mostra el nombre de títols aconseguits de forma individual (I), dobles (D) i dobles mixtes (X) aconseguits per cada tennista i també per països durant la temporada 1973. Els torneigs estan classificats segons la seva categoria dins el calendari Grand Prix 1973: Grup AA (Grand Slams), Grand Prix Masters, Grup A, Grup B i Grup C. L'ordre del jugadors s'ha establert a partir del nombre total de títols i llavors segons la categoria dels títols.

### Títols per tennista
| Total | Tennista            | Grup AA | Grup AA | Grup AA | Grand Prix Masters | Grup A | Grup A | Grup B | Grup B | Grup C | Grup C | Resum | Resum | Resum |
| Total | Tennista            | I       | D       | X       | I                  | I      | D      | I      | D      | I      | D      | I     | D     | X     |
| ----- | ------------------- | ------- | ------- | ------- | ------------------ | ------ | ------ | ------ | ------ | ------ | ------ | ----- | ----- | ----- |
| 15    | Ilie Năstase        | 1       | 1       |         | 1                  | 2      | 3      |        | 1      | 2      | 2      | 8     | 7     | 0     |
| 13    | Tom Okker           |         | 1       |         |                    | 2      | 4      |        |        | 4      | 2      | 6     | 7     | 0     |
| 10    | John Newcombe       | 2       | 3       |         |                    |        | 2      |        |        | 1      | 2      | 3     | 7     | 0     |
| 8     | Jimmy Connors       |         | 1       |         |                    | 2      | 1      |        |        | 3      | 1      | 5     | 3     | 0     |
| 7     | Rod Laver           |         |         |         |                    |        | 2      |        |        | 2      | 3      | 2     | 5     | 0     |
| 5     | Owen Davidson       |         | 1       | 2       |                    |        |        |        |        |        | 2      | 0     | 3     | 2     |
| 4     | Manuel Orantes      |         |         |         |                    | 1      | 1      |        |        | 2      |        | 3     | 1     | 0     |
| 4     | Raúl Ramírez        |         |         |         |                    | 1      |        |        |        | 1      | 2      | 2     | 2     | 0     |
| 4     | Tom Gorman          |         |         |         |                    | 1      |        |        |        |        | 3      | 1     | 3     | 0     |
| 4     | Ken Rosewall        |         |         |         |                    |        | 1      |        |        | 2      | 1      | 2     | 2     | 0     |
| 4     | Frew McMillan       |         |         |         |                    |        |        |        | 1*     |        | 3      | 0     | 3     | 1     |
| 3     | Jan Kodeš           | 1       |         |         |                    |        | 1      |        |        |        | 1      | 1     | 2     | 0     |
| 3     | Jürgen Fassbender   |         |         |         |                    |        | 1*     |        | 1      |        | 1      | 0     | 2     | 1     |
| 3     | Colin Dibley        |         |         |         |                    |        |        |        | 1      | 1      | 1      | 1     | 2     | 0     |
| 3     | Hans-Jürgen Pohmann |         |         |         |                    |        |        |        | 1      | 1      | 1      | 1     | 2     | 0     |
| 3     | Vijay Amritraj      |         |         |         |                    |        |        |        |        | 2      | 1      | 2     | 1     | 0     |
| 3     | Stan Smith          |         |         |         |                    |        |        |        |        | 1      | 2      | 1     | 2     | 0     |
| 3     | Bob Carmichael      |         |         |         |                    |        |        |        |        |        | 3      | 0     | 3     | 0     |
| 3     | Jim McManus         |         |         |         |                    |        |        |        |        |        | 3      | 0     | 3     | 0     |
| 2     | Mal Anderson        |         | 1       |         |                    |        |        |        |        |        | 1      | 0     | 2     | 0     |
| 2     | Arthur Ashe         |         |         |         |                    | 1      | 1      |        |        |        |        | 1     | 1     | 0     |
| 2     | Ross Case           |         |         |         |                    |        | 1      |        |        | 1      |        | 1     | 1     | 0     |
| 2     | Vladimir Zednik     |         |         |         |                    |        | 1      |        |        |        | 1      | 0     | 2     | 0     |
| 2     | Eddie Dibbs         |         |         |         |                    |        |        | 1      |        | 1      |        | 2     | 0     | 0     |
| 2     | Mike Estep          |         |         |         |                    |        |        | 1      |        |        | 1      | 1     | 1     | 0     |
| 2     | Juan Gisbert        |         |         |         |                    |        |        |        | 1      |        | 1      | 0     | 2     | 0     |
| 2     | Allan Stone         |         |         |         |                    |        |        |        | 1      |        | 1      | 0     | 2     | 0     |
| 2     | Jeff Austin         |         |         |         |                    |        |        |        |        | 1      | 1      | 1     | 1     | 0     |
| 2     | Mark Cox            |         |         |         |                    |        |        |        |        | 1      | 1      | 1     | 1     | 0     |
| 2     | Roy Emerson         |         |         |         |                    |        |        |        |        | 1      | 1      | 1     | 1     | 0     |
| 2     | Fred Stolle         |         |         |         |                    |        |        |        |        | 1      | 1      | 1     | 1     | 0     |
| 2     | Erik Van Dillen     |         |         |         |                    |        |        |        |        | 1      | 1      | 1     | 1     | 0     |
| 2     | Guillermo Vilas     |         |         |         |                    |        |        |        |        | 1      | 1      | 1     | 1     | 0     |
| 2     | Fred McNair         |         |         |         |                    |        |        |        |        |        | 2      | 0     | 2     | 0     |
| 1     | Jean-Claude Barclay |         |         | 1       |                    |        |        |        |        |        |        | 0     | 0     | 1     |
| 1     | Geoff Masters       |         |         |         |                    |        | 1      |        |        |        |        | 0     | 1     | 0     |
| 1     | Ion Țiriac          |         |         |         |                    |        | 1      |        |        |        |        | 0     | 1     | 0     |
| 1     | Adriano Panatta     |         |         |         |                    |        |        | 1      |        |        |        | 1     | 0     | 0     |
| 1     | Roger Taylor        |         |         |         |                    |        |        | 1      |        |        |        | 1     | 0     | 0     |
| 1     | Byron Bertram       |         |         |         |                    |        |        |        | 1      |        |        | 0     | 1     | 0     |
| 1     | Bob Giltinan        |         |         |         |                    |        |        |        | 1      |        |        | 0     | 1     | 0     |
| 1     | Ray Keldie          |         |         |         |                    |        |        |        | 1      |        |        | 0     | 1     | 0     |
| 1     | Bill Lloyd          |         |         |         |                    |        |        |        | 1      |        |        | 0     | 1     | 0     |
| 1     | Jaime Fillol        |         |         |         |                    |        |        |        |        | 1      |        | 1     | 0     | 0     |
| 1     | Jiří Hřebec         |         |         |         |                    |        |        |        |        | 1      |        | 1     | 0     | 0     |
| 1     | John Alexander      |         |         |         |                    |        |        |        |        |        | 1      | 0     | 1     | 0     |
| 1     | Gerald Battrick     |         |         |         |                    |        |        |        |        |        | 1      | 0     | 1     | 0     |
| 1     | Ove Bengtson        |         |         |         |                    |        |        |        |        |        | 1      | 0     | 1     | 0     |
| 1     | Jeff Borowiak       |         |         |         |                    |        |        |        |        |        | 1      | 0     | 1     | 0     |
| 1     | Ricardo Cano        |         |         |         |                    |        |        |        |        |        | 1      | 0     | 1     | 0     |
| 1     | Phil Dent           |         |         |         |                    |        |        |        |        |        | 1      | 0     | 1     | 0     |
| 1     | Ian Fletcher        |         |         |         |                    |        |        |        |        |        | 1      | 0     | 1     | 0     |
| 1     | Brian Gottfried     |         |         |         |                    |        |        |        |        |        | 1      | 0     | 1     | 0     |
| 1     | Marcello Lara       |         |         |         |                    |        |        |        |        |        | 1      | 0     | 1     | 0     |
| 1     | Iván Molina         |         |         |         |                    |        |        |        |        |        | 1      | 0     | 1     | 0     |
| 1     | Nikola Pilić        |         |         |         |                    |        |        |        |        |        | 1      | 0     | 1     | 0     |
| 1     | Marty Riessen       |         |         |         |                    |        |        |        |        |        | 1      | 0     | 1     | 0     |
| 1     | Sherwood Stewart    |         |         |         |                    |        |        |        |        |        | 1      | 0     | 1     | 0     |
| 1     | Graham Stilwell     |         |         |         |                    |        |        |        |        |        | 1      | 0     | 1     | 0     |
| 1     | Dick Stockton       |         |         |         |                    |        |        |        |        |        | 1      | 0     | 1     | 0     |

### Títols per país
| Total | País                | Grup AA | Grup AA | Grup AA | Grand Prix Masters | Grup A | Grup A | Grup B | Grup B | Grup C | Grup C | Resum | Resum | Resum |
| Total | País                | I       | D       | X       | I                  | I      | D      | I      | D      | I      | D      | I     | D     | X     |
| ----- | ------------------- | ------- | ------- | ------- | ------------------ | ------ | ------ | ------ | ------ | ------ | ------ | ----- | ----- | ----- |
| 34    | Austràlia           | 2       | 3       | 2       |                    |        | 4      |        | 2      | 9      | 14     | 11    | 23    | 2     |
| 31    | Estats Units        |         | 1       |         |                    | 4      | 2      | 2      |        | 8      | 15     | 13    | 18    | 0     |
| 16    | Romania             | 1       | 1       |         | 1                  | 2      | 4      |        | 1      | 4      | 2      | 8     | 8     | 0     |
| 13    | Països Baixos       |         | 1       |         |                    | 2      | 4      |        |        | 4      | 2      | 6     | 7     | 0     |
| 6     | Espanya             |         |         |         |                    | 1      | 1      |        | 1      | 2      | 1      | 3     | 3     | 0     |
| 5     | Mèxic               |         |         |         |                    | 1      |        |        |        | 1      | 3      | 2     | 3     | 0     |
| 5     | Sud-àfrica          |         |         |         |                    |        |        |        | 2(*)   |        | 3      | 0     | 4     | 1     |
| 4     | Txecoslovàquia      | 1       |         |         |                    |        | 1      |        |        | 1      | 1      | 2     | 2     | 0     |
| 4     | Alemanya Occidental |         |         |         |                    |        | 1(*)   |        | 1      | 1      | 1      | 1     | 2     | 1     |
| 4     | Regne Unit          |         |         |         |                    |        |        | 1      |        | 1      | 2      | 2     | 2     | 0     |
| 3     | Índia               |         |         |         |                    |        |        |        |        | 2      | 1      | 2     | 1     | 0     |
| 2     | Argentina           |         |         |         |                    |        |        |        |        | 1      | 1      | 1     | 1     | 0     |
| 1     | França              |         |         | 1       |                    |        |        |        |        |        |        | 0     | 0     | 1     |
| 1     | Itàlia              |         |         |         |                    |        |        | 1      |        |        |        | 1     | 0     | 0     |
| 1     | Xile                |         |         |         |                    |        |        |        |        | 1      |        | 1     | 0     | 0     |
| 1     | Colòmbia            |         |         |         |                    |        |        |        |        |        | 1      | 0     | 1     | 0     |
| 1     | Iugoslàvia          |         |         |         |                    |        |        |        |        |        | 1      | 0     | 1     | 0     |
| 1     | Suècia              |         |         |         |                    |        |        |        |        |        | 1      | 0     | 1     | 0     |

- (*) Títol de dobles mixtos.

## Rànquings
El 23 d'agost de 1973, l'Associació de Tennistes Professionals va publicar el primer rànquing computat. A continuació es mostra la primera llista publicada amb els 20 millors tennistes, i a continuació el rànquing de final de temporada.
| 1  | Ilie Năstase     |
| 2  | Manuel Orantes   |
| 3  | Stan Smith       |
| 4  | Arthur Ashe      |
| 5  | Rod Laver        |
| 6  | Ken Rosewall     |
| 7  | John Newcombe    |
| 8  | Adriano Panatta  |
| 9  | Tom Okker        |
| 10 | Jimmy Connors    |
| 11 | Jan Kodeš        |
| 12 | Paolo Bertolucci |
| 13 | Roger Taylor     |
| 14 | Marty Riessen    |
| 15 | Tom Gorman       |
| 16 | Nikola Pilić     |
| 17 | Cliff Richey     |
| 18 | Mark Cox         |
| 19 | Roy Emerson      |
| 20 | Karl Meiler      |

| 1  | Ilie Năstase     | 1  | =       |
| 2  | John Newcombe    | 7  | 5       |
| 3  | Jimmy Connors    | 10 | 7       |
| 4  | Tom Okker        | 9  | 5       |
| 5  | Stan Smith       | 3  | 2       |
| 6  | Ken Rosewall     | 6  | =       |
| 7  | Manuel Orantes   | 2  | 5       |
| 8  | Rod Laver        | 5  | 3       |
| 9  | Jan Kodeš        | 11 | 2       |
| 10 | Arthur Ashe      | 4  | 6       |
| 11 | Tom Gorman       | 15 | 4       |
| 12 | Roy Emerson      | 19 | 7       |
| 13 | Marty Riessen    | 14 | 1       |
| 14 | Adriano Panatta  | 8  | 6       |
| 15 | Nikola Pilić     | 16 | 1       |
| 16 | Roger Taylor     | 13 | 3       |
| 17 | Jaime Fillol     |    | Augment |
| 18 | Björn Borg       |    | Augment |
| 19 | Cliff Richey     | 17 | 2       |
| 20 | Paolo Bertolucci | 12 | 8       |

## Distribució de punts
| Categoria | G   | F  | SF | QF | R16 | R32 | R64 |
| Grup AA   | 100 | 75 | 50 | 25 | 12  | 6   | −   |
| Grup A    | 75  | 52 | 37 | 18 | 9   | −   | −   |
| Grup B    | 50  | 36 | 25 | 18 | 6   | −   | −   |
| Grup C    | 30  | 20 | 10 | 5  | 3   | −   | −   |
| Grup D    | 20  | 12 | 6  | 4  | −   | −   | −   |